# Batalha de Badr
A batalha de Badr, ocorrida em 13 de março de 624 (17 de Ramadã do ano 2 depois da Hégira, no calendário islâmico) no Hejaz, região ocidental da Arábia (nos dias de hoje Arábia Saudita), foi uma batalha fundamental nos primórdios do Islão e uma virada de mesa na luta de Maomé com seus opositores, os coraixitas, em Meca. A batalha tem sido transmitida na história islâmica como uma vitória decisiva atribuída à intervenção divina ou, por fontes seculares, ao gênio estratégico de Maomé. Embora seja uma das poucas batalhas especificamente mencionadas no livro sagrado muçulmano, o Alcorão, praticamente todos os conhecimentos contemporâneos da batalha em Badr provêm de tradicionais relatos islâmicos, tanto hádices como biografias de Maomé, escritos décadas após a batalha.
Antes da batalha, os muçulmanos e os homens de Meca haviam lutado inúmeras pequenas batalhas, em torno do final do ano de 623 e início do ano de 624, quando as razias tinham tornado-se mais frequentes. A batalha de Badr, no entanto, foi o primeiro grande confronto entre as duas forças. Avançando para uma forte posição defensiva, Maomé e seus bem-disciplinados homens conseguiram quebrar as linhas de Meca, matando vários importantes líderes coraixitas incluindo um chefe, Anre ibne Hixame. Para os primeiros muçulmanos, a batalha foi extremamente importante porque foi o primeiro sinal de que eles poderiam derrotar os seus inimigos em Meca, que na época era uma das cidades mais ricas e poderosas na Arábia, e que possuía um número de soldados três vezes superior ao dos muçulmanos. Maomé atribuiu a vitória a outras tribos, o que fez com que ficasse ao nível de chefe do poder na Arábia, reforçando sua autoridade pública como líder da comunidade, o que não conseguiu alcançar quando estava em Medina. Tribos locais árabes começaram a se converter ao Islão e se aliar aos muçulmanos de Medina.

## Contexto

### Maomé
No momento da batalha, a Arábia era povoada por inúmeros povos de língua árabe, sendo alguns beduínos, organizada em tribos de pastores nômades, alguns agricultores que viviam no oásis do Norte ou nas mais férteis áreas ao sul (atualmente Iêmen e Omã). A maioria dos árabes eram adeptos de numerosas religiões politeístas. Havia também tribos que seguiam o judaísmo, cristianismo, e zoroastrismo.
Maomé nasceu em Meca em torno do ano de 570 no clã Banu Haxim, da tribo dos coraixitas. Quando tinha cerca de quarenta anos de idade, ele foi surpreendido por uma revelação divina, enquanto se retirava para rezar em uma gruta fora Meca. Ele começou a pregar as revelações, primeiro entre seus amigos e familiares, e depois publicamente. Como resultado de sua pregação, arrebanhou muitos seguidores e também perseguidores da sua fé. Durante este período, Maomé foi protegido por seu tio Abu Talibe. Quando seu tio morreu no ano de 619, a liderança do Banu Haxim passou para um inimigo de Maomé, Anre ibne Hixame, que retirou a proteção e aumentou a perseguição religiosa contra a comunidade muçulmana.
No ano de 622, com as torturas e perseguições deflagradas contra os muçulmanos, Maomé e muitos de seus seguidores fugiram para a vizinha cidade de Medina. Essa migração é chamada de Hégira e marcou o início do reinado de Maomé como político e líder religioso.

## A batalha
Na primavera de 624, Maomé recebeu informações de inteligência de que uma caravana de comércio, comandada por Abu Sufiane e guardada por trinta a quarenta homens, estava em viagem da Síria para Meca. Maomé reuniu um exército de 313 homens, o maior exército posto em batalha que os muçulmanos tinham formado até então.

## A marcha até Badr
Maomé comandou o exército próprio e trouxe muitos dos seus principais tenentes, incluindo Hâmeza e futuro califas Abacar, Omar, e Ali. Os muçulmanos também trouxeram setenta camelos e três cavalos, o que significa que havia de três a quatro homens por camelo. Entretanto, muitas fontes muçulmanas, incluindo o Alcorão, indicavam que a batalha não seria tão séria, sendo que o futuro califa Otomão ficou para trás para cuidar de sua esposa que estava enferma.
Enquanto a caravana se aproximava de Medina, Abu Sufiane ibne Harbe começou a ouvir de moradores das redondezas sobre o plano de Maomé. Ele enviou um mensageiro chamado Damdam a Meca para alertar os coraixitas e obter reforços. Alarmados, os coraixitas enviaram um exército de 900 a 1 000 homens montados para salvar a caravana. Muitos deles nobres coraixitas, incluindo Anre ibne Hixame, Ualide ibne Utba, Xaiba, e Umaia ibne Calafe. Suas razões eram variadas: alguns queriam proteger seus interesses financeiros na caravana, outros queriam vingar ibne Alhadrami, o guarda morto em Nakhlah. Muitos deles contavam com uma fácil vitória sob os muçulmanos. Anre ibne Hixame é descrita como envergonhar, pelo menos, um nobre, Umaia ibne Calafe, em aderir a expedição.
Enquanto isso o exército de Maomé se aproximava dos poços onde ele planejava atacar a caravana, em Badr, ao longo da rota comercial síria onde a caravana seria esperada. No entanto, vários observadores de campo muçulmanos foram descobertos pelos observadores da caravana e Abu Sufiane fez uma manobra para desviar o curso da caravana para Iambo.

## O plano muçulmano
Nas noites anteriores à batalha, mensageiros muçulmanos informaram que mais soldados se juntavam à caravana dos coraixitas. Maomé imediatamente chamou um conselho de guerra, uma vez que ainda havia tempo para recuar, e porque muitos dos combatentes, que haviam recentemente se convertido à religião, tinham se comprometido apenas com a defesa de Medina, de acordo com os termos da Constituição de Medina, que teria estabelecido o direito de se recusar a lutar e a deixar o exército.
No entanto, segundo os hádices, eles se comprometeram também a lutar, como Saíde ibne Ubadá declara: "Se você. Maomé, pedir para mergulhar nossos cavalos no mar, iremos fazê-lo."  No entanto, os muçulmanos ainda tinham a esperança de evitar uma batalha campal e continuaram a marcha para Badr.
Em 11 de março ambos os exércitos estavam a cerca de um dia de marcha de Badr. Vários guerreiros muçulmanos (incluindo, de acordo com algumas fontes, Ali e Hâmeza), que participaram da coluna principal do exército e capturaram duas caravanas mecanas que estavam nos poços de Badr. Esperando ouvir sobre a captura das caravanas, os muçulmanos ficaram horrorizados ao ouvir dizer que o exército oponente estava com toda sua força. Alguns hádices também mencionam que, após a audiência, os nomes de todos os nobres coraixitas estavam acompanhando o exército, Maomé exclamou: "Meca expôs a melhor parte de seu fígado."  No dia seguinte, Maomé ordenou uma marcha para Badr e chegou antes dos mecanos aos poços.
Os poços de Badr estavam localizados na encosta do lado oriental de um vale chamado "Yalyal". O lado oeste do vale estava envolvido por uma grande colina chamada "Acancal". Quando o exército muçulmano chegou do leste, Maomé inicialmente escolheu formar o seu exército, logo no primeiro poço que encontrou. No entanto, Hubabe ibne Amondir lhe perguntou se esta escolha fora uma instrução divina ou uma opinião própria de Maomé. Quando Maomé respondeu-lhe que fora sua escolha, Hubabe sugeriu que os muçulmanos deveriam ocupar os poços mais próximos ao do exército coraixita, e assim bloquear o acesso a eles. Maomé aceitou esta decisão e mudou-se imediatamente.

## O plano de Meca
Por outro lado, pouco se sabe sobre o progresso do exército coraixita do momento em que saiu de Meca até a sua chegada a Badr. Vários itens são dignos de nota: apesar de que muitos exércitos árabes trouxeram suas mulheres e crianças para as campanhas, no intuito de motivar e para cuidar dos homens, o exército de Meca não fez isso. Além disso, os coraixitas, aparentemente, fizeram pouco ou nenhum esforço para contatar as diversas tribos aliadas que havia espalhadas por todo o Hijaz. Ambos os fatos sugerem que, em sua pressa para proteger a caravana, os coraixitas não tiveram tempo de se preparar para uma campanha adequada. Além disso, acredita-se, esperavam uma vitória fácil, uma vez que sabiam que os muçulmanos eram em menor número.
Quando os coraixitas chegaram a Juhfah, ao sul de Badr, receberam uma mensagem de Abu Sufiane dizendo-lhes que a caravana estava a salvo por trás deles, e que eles poderiam, portanto, voltar a Meca. Neste ponto, de acordo com Karen Armstrong, uma discussão irrompeu no exército de Meca. Anre ibne Hixame queria continuar, mas vários clãs presentes, incluindo Banu Zuhrah e Adi Banu, decidiram retornar para casa. Armstrong sugere que eles podem ter se preocupado com o poder que Anre ibne Hixame ganharia se esmagasse os muçulmanos. A tribo Banu Haxim queria voltar também, mas foi ameaçada por Anre ibne Hixame para ficar. Apesar dessas perdas, Anre ibne Hixame ainda estava determinado a lutar, ostentando "Nós não vamos voltar até que tenhamos ido a Badr." Durante este período, Abu Sufiane e vários outros homens da caravana juntaram-se ao exército principal.

## O dia da batalha
À meia-noite de 13 de Março, os coraixitas levantaram o acampamento e marcharam para o vale de Badr. Tinha chovido no dia anterior e tiveram que se esforçar para mover seus cavalos e camelos até a colina de Acancal. Depois de descer do outro lado, montaram acampamento no vale. Enquanto descansavam, enviaram um guerreiro, Omeir ibne Uabe, para fazer um reconhecimento das linhas dos muçulmanos. Omeir informou que o exército de Maomé era pequeno, e que não havia outros reforços muçulmanos que pudessem se unir a eles para à batalha. No entanto, ele também previu que os coraixitas teriam baixas elevadas em caso de um ataque (um hádice diz que ele viu "os camelos de [Medina] carregados de morte"). Devido às batalhas árabes serem tradicionalmente com poucas baixas, tal premonição desmoralizou os coraixitas, o que ocasionou outras disputas entre a liderança. No entanto, de acordo com as tradições árabes, Anre ibne Hixame anulou a dissidência apelando para a honra dos coraixitas e exigindo que cumprissem a sua vingança de sangue.
A batalha começou com os campeões de ambos os exércitos apresentando-se para entrar em combate. Três dos Ansar emergiram das fileiras muçulmanas, apenas para ser expulsos de volta aos gritos pelos guerreiros de Meca, que estavam nervosos por iniciar qualquer rixa desnecessária e só queriam lutar com os muçulmanos coraixitas. Então Hâmeza caminhou para a frente do grupo e apelou para Ubaide Alá e Ali se unirem a ele. Os muçulmanos despacharam os campeões de Meca em uma luta de três contra três. Hâmeza matou seu adversário Utba; Ali matou seu adversário Ualide ibne Utba; Ubaide Alá foi ferido pelo seu adversário porém consegui matá-lo.
Logo em seguida, os dois exércitos começaram a lançar suas flechas um contra o outro. Antes do ataque começar, Maomé tinha dado ordens para os muçulmanos inicialmente atacarem com suas armas de longo alcance, e só lutar com os coraixitas com armas brancas quando eles avançassem. Finalmente, ele deu a ordem de carga, atirando um punhado de pedras, no que foi provavelmente um gesto tradicional árabe, enquanto gritava "desfigurem aquelas faces!". O exército muçulmano gritou "Ya Mansur amit!" "Ó tu, que Deus fez vitorioso, mate!" e correram para as linhas coraixitas. Os Mecanos sem entusiasmo pela luta, prontamente recuaram. A batalha em si durou apenas algumas horas e terminou no início da tarde. O Alcorão descreve a força do ataque muçulmano em muitos versos, referindo-se a milhares de anjos descendo do céu em Badr para aterrorizar os coraixitas. Deve-se observar que as fontes muçulmanas acreditam literalmente em tais detalhes, e há várias hádices onde Maomé discute com o Anjo Jibril o papel que ele desempenhou na batalha.

## Consequências
A batalha de Badr foi extremamente influente na ascensão de dois homens que iriam determinar o curso da história na península Arábica no século seguinte. O primeiro foi Maomé, que foi transformado imediatamente de fugitivo de Meca em grande líder. Marshall Hodgson acrescenta que Badr forçou a outros árabes "considerar os muçulmanos como desafiantes e herdeiros potenciais do prestígio e papel político dos coraixitas". Pouco tempo depois, ele expulsou a Banu Qaynuqas, uma das tribos judaicas em Medina a qual tinha ameaçando sua posição política, e que tinha assaltado uma mulher muçulmana, o que levou a sua expulsão por quebrar o tratado de paz. Ao mesmo tempo, Abd-Allah ibn Ubayy, principal adversário de Maomé, em Medina, viu a sua posição seriamente enfraquecida. Daí em diante, ele só seria capaz de se opor de forma limitada a Maomé.
O outro beneficiário principal da batalha de Badr foi Abu Sufiane. A morte de Anre ibne Hixame, assim como muitos outros nobres coraixitas deu a Abu Sufiane a oportunidade de se tornar o chefe dos coraixitas. Como resultado, quando Maomé marchou para Meca seis anos mais tarde, foi Abu Sufiane, que tratou de negociar a sua rendição pacífica. Abu Sufiane posteriormente tornou-se um funcionário de alto escalão do império muçulmano, e seu filho Muawiya mais tarde viria a fundar o Califado Omíada.
Posteriormente, ter lutado em Badr tornou-se tão significativo que ibne Ixaque inclui uma lista completa, nome por nome, do exército muçulmano em sua biografia de Maomé. Em muitos hádices, os indivíduos que lutaram em Badr são identificados com formalidade, e pode mesmo ter recebido uma recompensa em anos posteriores. A morte do último dos veteranos de Badr ocorreu durante a Primeira Guerra Civil Islâmica.
Como Paul K. Davis resume, "a vitória de Maomé confirmou sua autoridade como líder do Islã; impressionando as tribos locais que logo se uniram a ele, iniciando com isso a expansão do Islã".

## Execuções

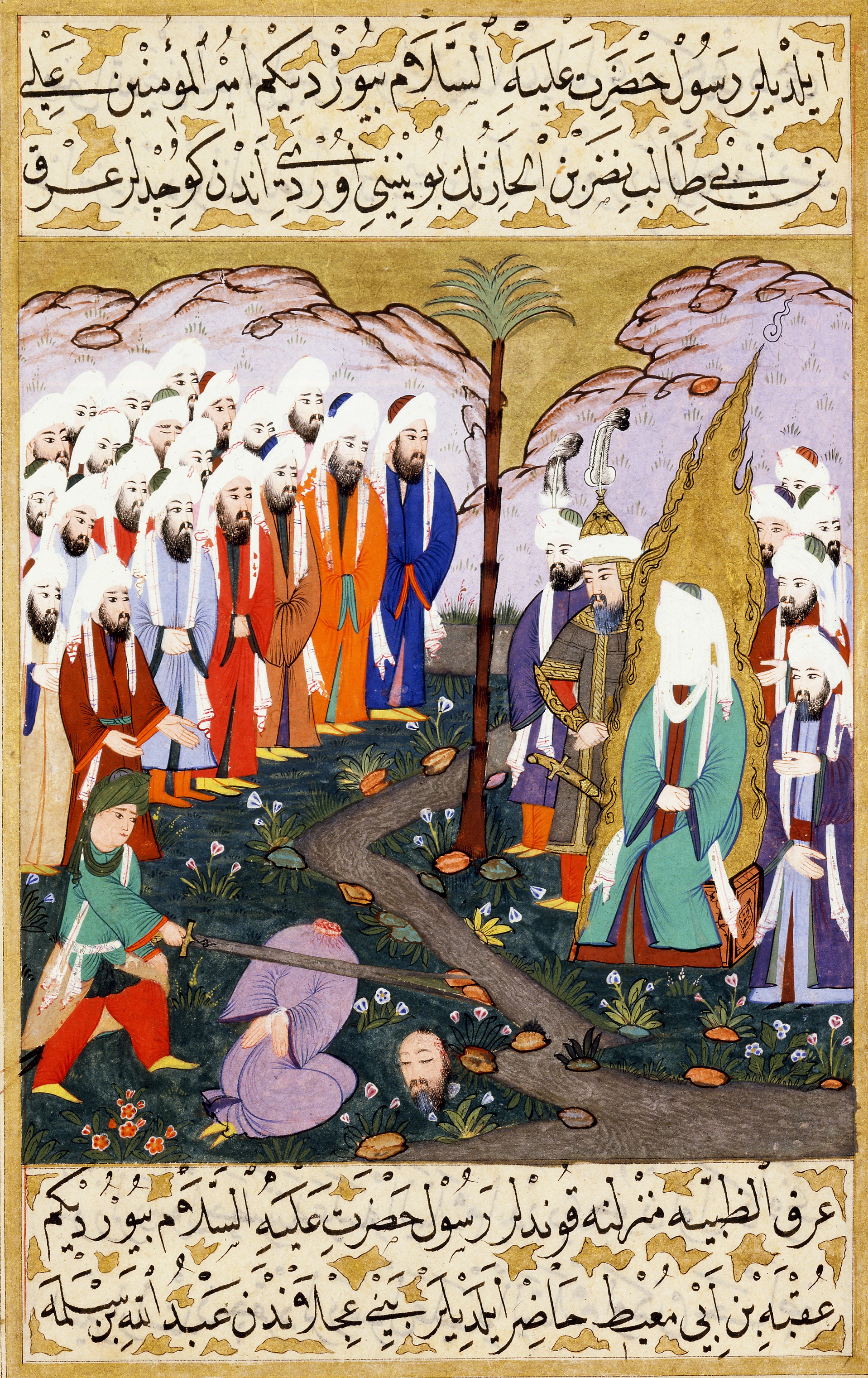
Uma pintura de Siyer-i Nebi, Ali decapitando Nadir ibne Alharite na presença de Maomé e seus companheiros

Após a batalha Maomé decidiu voltar para Medina. De acordo com o estudioso muçulmano "Saifur Rahman al Mubarakpuri", um verso Alcorão foi revelado a ele ordenando a execução de um dos cativos, Nadir ibne Alharite. Após esta revelação, Nadir ibne Alharite foi decapitado por Ali.
Mais tarde, a ordem para matar Ucba ibne Abu Muaite foi dada, e ele foi decapitado por Assim ibne Tabite Ançari (algumas fontes dizem que foi o próprio Ali quem o decapitou).

## Na cultura moderna
"Badr" tornou-se popular entre os exércitos muçulmanos e organizações paramilitares. "Operação Badr" foi usada para descrever a ofensiva do Egito em 1973 na Guerra do Yom Kippur. Operações ofensivas iranianas contra o Iraque no final de 1980 receberam também o nome de Badr.
Durante o Guerra Civil Líbia em 2011, a liderança rebelde disse ter escolhido a data do ataque a Trípoli por ser dia do aniversário da batalha de Badr.
A batalha de Badr foi destaque no filme "The Message", de 1976, e no filme de animação "Muhammad: O último profeta", de 2004.